# Estnisches Architekturmuseum
Das Estnische Architekturmuseum (estnisch Eesti Arhitektuurimuuseum) ist ein Architekturmuseum in Tallinn, Estland. Es liegt im Rotermanviertel. Das Museum ist Mitglied der internationalen Vereinigung der Architekturmuseen ICAM.

## Geschichte
Gründungsdatum des Museums ist der 1. Januar 1991, Absicht war es die Geschichte der estnischen Architektur zu bewahren, die Entwicklung in die Gegenwart zu dokumentieren und die Besucher über diese beiden Themen zu informieren. !991 nahm das Museum seine Arbeit in seiner provisorischen Unterkunft in einem Raum in der Kooli-Straße auf. Im dortigen Loewenschede-Turm befanden sich bereits einige kleinere Sammlungen. 1996 konnte dann das Salzlager Rotermann in der Athri-Straße als neues Museumsgebäude bezogen werden. Am 7. Juni 1996 wurde das Museum für die Öffentlichkeit zugänglich gemacht.

## Gebäude
Das Gebäude wurde 1908 nach den Plänen des deutsch-baltischen Ingenieurs Ernst Boustedt fertiggestellt, vor allem der gewölbte Keller diente als Salzlager. Der Umbau in ein Museum begann 1995 nach Entwürfen der estnischen Architekten Ülo Peil, den Innenausbau plante Taso Mähar. Das Gebäude wurde mit Hilfe von Zwischendecken in mehrere Stockwerke mit Galerien unterteilt, mit diesen Maßnahmen erhielt das Gebäude zusätzliche Ausstellungsflächen und -räume die auch unterschiedliche Charakteristika aufweisen.

## Sammlungen
Die Sammlungen des Museums unterteilen sich in die Themen Archiv, Fotografien, Modelle, Möbel und Kunst. Mit 18.000 Objekten ist die Fotosammlung die zahlenmäßig umfangreichste Sammlung des Museum, gefolgt von der Archivsammlung mit 11.500 Objekten, dazu gehören unter anderem Stadtpläne, Bauprojekte, Architekturzeichnungen und Manuskripte, von den Objekten der Modellsammlung sind 200 Stücke im Museum ausgestellt, sie verdeutlichen die Unterschiede von verschiedenen Architekturrichtungen. Die Kunst- und Möbelsammlung besteht aus Möbelstücken, Zeichnungen, Gemälden und Grafiken die von Architekten entworfen wurden.